# Ель-Хубар
Ель-Хубар або Ель-Губар (араб. الخبر) — місто в Саудівській Аравії на березі Перської затоки. Населення — 941 358 осіб (2012). Разом з містами Ед-Даммам і Дахран входить до складу столичного округу Даммам. Ель-Хубар — найважливіший центр нафтової промисловості, найбільший нафтоналивний порт, у якому розташовано безліч нафтопереробних підприємств.
З Ель-Хубара прокладено Міст короля Фахда — комплекс з мостів і гребель загальною довжиною близько 26 кілометрів, проведених через Перську затоку в сусідній Бахрейн.

## Клімат
Місто знаходиться у зоні, котра характеризується кліматом тропічних пустель. Найтепліший місяць — липень із середньою температурою 36.1 °C (97 °F). Найхолодніший місяць — січень, із середньою температурою 15.6 °С (60 °F).
| Клімат Ель-Хубара       | Клімат Ель-Хубара | Клімат Ель-Хубара | Клімат Ель-Хубара | Клімат Ель-Хубара | Клімат Ель-Хубара | Клімат Ель-Хубара | Клімат Ель-Хубара | Клімат Ель-Хубара | Клімат Ель-Хубара | Клімат Ель-Хубара | Клімат Ель-Хубара | Клімат Ель-Хубара | Клімат Ель-Хубара |
| Показник                | Січ.              | Лют.              | Бер.              | Квіт.             | Трав.             | Черв.             | Лип.              | Серп.             | Вер.              | Жовт.             | Лист.             | Груд.             | Рік               |
| Середній максимум, °C   | 21,1              | 22,2              | 26,1              | 32,2              | 37,8              | 41,1              | 42,8              | 42,2              | 40                | 35                | 28,9              | 22,8              | 32,7              |
| Середня температура, °C | 15,6              | 17,2              | 20,6              | 26,1              | 31,1              | 33,9              | 36,1              | 35                | 32,8              | 28,3              | 22,8              | 17,8              | 26,4              |
| Середній мінімум, °C    | 10                | 12,2              | 15                | 20                | 23,9              | 27,2              | 28,9              | 27,8              | 25                | 22,2              | 17,2              | 12,2              | 20,1              |
| Норма опадів, мм        | 20                | 10                | 10                | 10                | 10                | 10                | 10                | 10                | 10                | 10                | 10                | 10                | 130               |
| Днів з опадами          | 6                 | 5                 | 6                 | 4                 | 1                 | 0                 | 0                 | 0                 | 0                 | 0                 | 2                 | 4                 | 28                |
| Вологість повітря, %    | 70                | 65                | 55                | 45                | 35                | 35                | 35                | 45                | 50                | 60                | 65                | 70                | 52.5              |
| ----------------------- | ----------------- | ----------------- | ----------------- | ----------------- | ----------------- | ----------------- | ----------------- | ----------------- | ----------------- | ----------------- | ----------------- | ----------------- | ----------------- |
| Джерело: Weatherbase    |                   |                   |                   |                   |                   |                   |                   |                   |                   |                   |                   |                   |                   |